# Рейнуотер, Джеймс
Лео Джеймс Ре́йнуотер (англ. Leo James Rainwater; 9 декабря 1917, Каунсил, Айдахо, США — 31 мая 1986, Нью-Йорк, США) — американский физик, лауреат Нобелевской премии по физике за 1975 год «за открытие взаимосвязи между коллективным движением и движением отдельной частицы в атомном ядре и развитие теории строения атомного ядра, базирующейся на этой взаимосвязи» (совместно с О. Бором и Р. Моттельсоном).
Член Национальной академии наук США (1968).

## Биография
Отец Рейнуотера умер в 1918 году от испанки. Рейнуотер получил степень бакалавра по физике в Калтехе в 1939 году. После этого он поступает в аспирантуру в Колумбийский университет (США) и получает степень доктора в 1946 году. Во время Второй мировой войны он работал в атомном проекте. В 1949 году он приступил к разработке своей теории, согласно которой не все атомные ядра обладают сферической симметрией. Тезисы этой теории были позже проверены и подтверждены в экспериментах Бора и Моттельсона. Также Рейнуотер внёс вклад в понимание природы рентгеновских лучей. Участвовал в работе комиссии по атомной энергии и исследовательских проектах ВМС США. С 1952 года работал на физическом факультете Колумбийского университета, где в 1982 году был удостоен звания профессора физики.